# Villeneuve-sous-Dammartin
Villeneuve-sous-Dammartin är en kommun i departementet Seine-et-Marne i regionen Île-de-France i norra Frankrike. Kommunen ligger i kantonen Dammartin-en-Goële som tillhör arrondissementet Meaux. År 2022 hade Villeneuve-sous-Dammartin 612 invånare.

## Befolkningsutveckling
Antalet invånare i kommunen Villeneuve-sous-Dammartin
| Referens: INSEE |